# 清水亘
清水 亘（しみず わたる、1909年〈明治42年〉5月14日 - 1974年〈昭和49年〉1月26日）は、三重県熊野市出身の政治活動家。

## 略歴
正則英語学校英文科卒業後、橋本欣五郎の『大日本青年党』（後の大日本赤誠会）に加わり、上海交響楽団の運営にも関与していたと自称。
敗戦数年後より右翼活動を本格化し、1948年4月26日『大日本独立青年党』を結党、同年中に内山昌宣（別名：富士宮瓊光）率いる『真正日本建設協議会』に加わり、次いで1949年10月3日『祖国防衛自衛団』を結成した。
また『全日本愛国者団体協議会』（後代の全日本愛国者団体会議と直接の関係は無い）も立ち上げ、孫文の『五民主義』（民族・民生・民治・民享・民友）を掲げて、徒党にナチスの物を摸した制服を着せ、主要駅頭でアジ演説を打つなどしていたが、この段階で勢力は弱小だった。
1951年2月8日に大村秀則、荒原朴水（大日本国民党）が催した『全国愛国者団体懇親会』に、福田素顕（防共新聞）、赤尾敏（大日本愛国党）、津久井龍雄（急進愛国党）ら有力者の末席に名を連ね、活動を本格化したものの、1952年2月25日に清水が改造拳銃所持・使用の銃刀法違反で懲役8ヶ月の実刑判決を受け、更に1957年5月1日には大日本独立青年党主催の会合に警察が突入、参加者の石井一昌（護国青年団）ら7名が銃刀法違反等で摘発される騒ぎを起こし、再度窮地に立たされた。
安保闘争が激化した1960年には、岸内閣の意を受けた児玉誉士夫や川島正次郎からの反共活動資金供与を受け、各地の愚連隊を組織化して公称党員1,000名にまで増大。主婦と生活社労働争議、新島ミサイル試射場反対闘争、日本社会党大会への介入などを事とした。
暴力活動の傍ら、有田正憲（国民政治連合）、小田俊与（人道主義政治連盟）、深作清次郎（反ソ決死隊）、南俊夫（自称：世界連邦創始者）、杉本一夫、岸本力男（後の稲川会越路家一家三代目、全愛会議理事長）、福田進（防共挺身隊）、大阪の山陰探月、別城遺一ら右派常連候補を糾合した『議会主義政治擁護国民同盟』（大日本独立青年党議会主義政治擁護国民同盟とも、略称：議擁同）を結成し、革新勢力に対する減票工作のため、国政選挙などへの大量立候補に着手。暴力スト粉砕、日教組解体、邪教創価学会殲滅などの主張を叫んでは、立会演説会の妨害などを敢行したが、公家の一族と思しき通称で党員を擁立したことで、身内の右翼からも批判を浴びた。
加えて、同様に反共活動資金供与を受けていた肥後亨のニセ証紙事件などで、右派泡沫候補への反対世論が強まると次第に勢力を落とした。
1966年頃からの約2年間、活動拠点を本籍地の熊野市に移し、無投票当選が決まり掛けた熊野市長選挙に駆け込み立候補、2割近い得票を得るなど一定の存在感を示したこともある。
その後東京に戻り、1969年には独自の『明治百年大祭』を右翼・民族派有志で挙行するなどした。1974年死去、64歳没。

## 選挙歴
国政選挙
| 年     | 選挙                    | 選挙区         | 政治団体                                  | 得票       | 得票率 | 順位  | 備考        |
| ------ | ----------------------- | -------------- | ----------------------------------------- | ---------- | ------ | ----- | ----------- |
| 1948年 | 第24回衆議院議員総選挙  | 旧東京都第4区  | 大日本独立青年党                          | 842        | -%     | 11/14 |             |
| 1950年 | 第2回参議院議員通常選挙 | 全国区         | 大日本独立青年党                          | 9,706      | -%     | -     |             |
| 1952年 | 第25回衆議院議員総選挙  | 旧東京都第1区  | 大日本独立青年党                          | 1,826      | -%     | 18/24 |             |
| 1953年 | 第3回参議院議員通常選挙 | 東京都選挙区   | 大日本独立青年党                          | 16,147     | 0.89%  | 13/14 |             |
| 1956年 | 第4回参議院議員通常選挙 | 東京都選挙区   | 大日本独立青年党                          | 8,274      | 0.37%  | 14/17 |             |
| 1958年 | 第28回衆議院議員総選挙  | 旧東京都第5区  | 大日本独立青年党                          | 2,432      | -%     | 7/8   |             |
| 1958年 | 第28回衆議院議員総選挙  | 旧東京都第1区  | 大日本独立青年党                          | 721        | -%     | 12/13 | ※岸本力男   |
| 1959年 | 第5回参議院議員通常選挙 | 全国区         | 大日本独立青年党                          | 13,810     | 0.04%  |       |             |
| 1960年 | 第29回衆議院議員総選挙  | 旧東京都第1区  | 議会主義政治擁護国民同盟                  | 466        | -%     | 15/22 | ※岸本力男   |
| 1962年 | 第6回参議院議員通常選挙 | 全国区         | 議会主義政治擁護国民同盟                  | 22,549     | 0.05%  |       |             |
| 1963年 | 第30回衆議院議員総選挙  | 旧東京都第1区  | 議会主義政治擁護国民同盟                  | 676        | -%     | 15/22 |             |
| 1963年 | 第30回衆議院議員総選挙  | 旧東京都第1区  | 議会主議政治擁護国民同盟                  | 802        | -%     | 8/12  | ※森悦子     |
| 1963年 | 第30回衆議院議員総選挙  | 旧東京都第1区  | 議会主義政治擁護国民同盟                  | 425        | -%     | 15/22 | ※荒原朴水   |
| 1963年 | 第30回衆議院議員総選挙  | 旧東京都第1区  | 大日本独立青年党                          | 284        | -%     | 15/22 | ※岸本力男   |
| 1963年 | 第30回衆議院議員総選挙  | 旧東京都第7区  | 議会主義政治擁護国民同盟                  | 263        | -%     | -     | ※向井宗一   |
| 1963年 | 第30回衆議院議員総選挙  | 旧東京都第7区  | 大日本独立青年党                          | 219        | -%     | 15/22 | ※浅野仁次郎 |
| 1965年 | 第7回参議院議員通常選挙 | 全国区         | 議会主義政治擁護国民同盟                  | 15,446.848 | 0.03%  | 94/99 |             |
| 1965年 | 第7回参議院議員通常選挙 | 東京都選挙区   | 議会主義政治擁護国民同盟                  | 22,294     | -%     | -     | ※森悦子     |
| 1965年 | 第7回参議院議員通常選挙 | 東京都選挙区   | 議会主義政治擁護国民同盟                  | 7,052      | -%     | -     | ※杉本一夫   |
| 1965年 | 第7回参議院議員通常選挙 | 東京都選挙区   | 議会主義政治擁護国民同盟                  | 6,396      | -%     | -     | ※武田正一   |
| 1965年 | 第7回参議院議員通常選挙 | 東京都選挙区   | 議会主義政治擁護国民同盟                  | 2,725      | -%     | -     | ※鈴木健正   |
| 1965年 | 第7回参議院議員通常選挙 | 東京都選挙区   | 議会主義政治擁護国民同盟                  | 1,821      | -%     | -     | ※神野七郎   |
| 1965年 | 第7回参議院議員通常選挙 | 東京都選挙区   | 議会主義政治擁護国民同盟                  | 1,543      | -%     | -     | ※茂木耕三   |
| 1965年 | 第7回参議院議員通常選挙 | 東京都選挙区   | 議会主義政治擁護国民同盟                  | 1,089      | -%     | -     | ※柴田富陽   |
| 1965年 | 第7回参議院議員通常選挙 | 東京都選挙区   | 議会主義政治擁護国民同盟                  | 557        | -%     | -     | ※河東田啓彰 |
| 1965年 | 第7回参議院議員通常選挙 | 神奈川県選挙区 | 議会主義政治擁護国民同盟                  | 10,298     | -%     | -     | ※深作清次郎 |
| 1965年 | 第7回参議院議員通常選挙 | 大阪府選挙区   | 議会主義政治擁護国民同盟                  | 557        | -%     | -     | ※山陰探月   |
| 1967年 | 第31回衆議院議員総選挙  | 旧三重県第2区  | 議会主義政治擁護国民同盟                  | 993        | -%     | 9/9   |             |
| 1967年 | 第31回衆議院議員総選挙  | 旧三重県第1区  | 議会主義政治擁護国民同盟                  | 762        | -%     | -     | ※杉本一夫   |
| 1967年 | 第31回衆議院議員総選挙  | 旧東京都第1区  | 議会主義政治擁護国民同盟                  | 802        | -%     | -     | ※森悦子     |
| 1967年 | 第31回衆議院議員総選挙  | 旧東京都第6区  | 議会主義政治擁護国民同盟                  | 112        | -%     | -     | ※依田均嶺   |
| 1968年 | 第8回参議院議員通常選挙 | 東京都選挙区   | 議会主議政治擁護国民同盟                  | 5,592      | 0.01%  | 14/24 |             |
| 1968年 | 第8回参議院議員通常選挙 | 全国区         | 議会主議政治擁護国民同盟                  | 22,231     | -%     | -     | ※杉本一夫   |
| 1968年 | 第8回参議院議員通常選挙 | 全国区         | 大日本独立青年党                          | 11,249     | -%     | -     | ※山陰探月   |
| 1969年 | 第32回衆議院議員総選挙  | 旧東京都第10区 | 議会主義政治擁護国民同盟 大日本独立青年党 | 729        | -%     | -     |             |
| 1969年 | 第32回衆議院議員総選挙  | 旧東京都第1区  | 議会主義政治擁護国民同盟 大日本独立青年党 | 475        | -%     | 8/13  | ※森悦子     |
| 1969年 | 第32回衆議院議員総選挙  | 旧東京都第6区  | 議会主義政治擁護国民同盟 大日本独立青年党 | 475        | -%     | 8/13  | ※有田正憲   |
| 1971年 | 第9回参議院議員通常選挙 | 東京都選挙区   | 議会主議政治擁護国民同盟                  | 5,984      | 0.13%  | 12/16 |             |
| 1972年 | 第33回衆議院議員総選挙  | 旧東京都第1区  | 議会主議政治擁護国民同盟                  | 210        | -%     | 8/9   |             |
| 1972年 | 第33回衆議院議員総選挙  | 旧東京都第7区  | 大日本独立青年党                          | 730        | -%     | -     | ※深作清次郎 |

首長選挙
| 年     | 選挙         | 政治団体                                  | 得票   | 得票率 | 順位 | 備考 |
| ------ | ------------ | ----------------------------------------- | ------ | ------ | ---- | ---- |
| 1951年 | 東京都知事選 | 大日本独立青年党                          | 18,398 | 0.02%  | -    |      |
| 1963年 | 東京都知事選 | 議会主議政治擁護国民同盟                  | 15,446 | -%     | -    |      |
| 1967年 | 東京都知事選 | 議会主議政治擁護国民同盟                  | 10,513 | -%     | -    |      |
| 1970年 | 京都府知事選 | 議会主議政治擁護国民同盟 大日本独立青年党 | 772    | -%     | -    |      |
| 1971年 | 東京都知事選 | 議会主議政治擁護国民同盟                  | 2,160  | -%     | -    |      |